# Matthew Atkinson
Matthew Atkinson (* 31. Dezember 1988) ist ein US-amerikanischer Schauspieler.

## Leben
Atkinson wurde am 31. Dezember 1988 geboren. Bekannt wurde er 2009 mit der Rolle des Valet Parker in dem Spielfilm Blind Side – Die große Chance. Danach folgten Gastauftritte in One Tree Hill, Drop Dead Diva und CSI: Den Tätern auf der Spur.
2011 bekam er eine Hauptrolle in der ABC-Family-Serie Jane by Design als Nick Fadden, deren Premiere im Januar 2012 stattfand. Jedoch wurde die Serie nach einer Staffel abgesetzt. Anschließend hatte er eine Nebenrolle als Zach in Parenthood. Zwischen April 2014 und August 2015 schlüpfte Atkinson in die Rolle des Austin Travers in der Daily-Soap Schatten der Leidenschaft.
Seit März 2019 verkörpert Atkinson die Hauptrolle des Thomas Forrester in der CBS-Daily-Soap Reich und Schön. Vor ihm waren bereits Drew Tyler Bell, Adam Gregory und Pierson Fode in der Rolle zu sehen.

## Filmografie
- 2009: Blind Side – Die große Chance (The Blind Side)
- 2009: 3 1/2 (Kurzfilm)
- 2009: One Tree Hill (Fernsehserie, Episode 6x16)
- 2009: Drop Dead Diva (Fernsehserie, Episode 1x02)
- 2010: CSI: Den Tätern auf der Spur (CSI: Crime Scene Investigation, Fernsehserie, Episode 11x08)
- 2012: Jane by Design (Fernsehserie, 18 Episoden)
- 2012: Fletcher Drive (Fernsehserie, Episode 1x05)
- 2013: Hot Mess (Fernsehfilm)
- 2013–2014: Parenthood (Fernsehserie, 8 Episoden)
- 2014–2015: Schatten der Leidenschaft (The Young and the Restless, Seifenoper)
- 2015: The Middle (Fernsehserie, Episode 6x16)
- 2015: Young & Hungry (Fernsehserie, Episode 2x15)
- 2016: Sister of the Groom (Fernsehfilm)
- 2017: Inspired to Kill (Fernsehfilm)
- 2017: Powerless (Fernsehserie, Episode 1x03)
- 2018: Eruption: LA
- seit 2019: Reich und Schön (Seifenoper)